# Мелхиседек
Мел(ь)хиседе́к (др.-евр. מלכי צדק‬; Малкице́дек; царь справедливости; от малки — «мой царь», цедек — «справедливость») — библейский персонаж, царь Салимский, священник Всевышнего в Салиме (Иерусалиме) во время патриарха Авраама. 

## В Библии

### Ветхий Завет
В Ветхом Завете Мелхиседек упоминается в Быт. 14:18, Пс. 109:4.
По возвращении Авраама с отбитыми у четырёх побеждённых восточных царей людьми и имуществом Мелхиседек вышел к нему навстречу с хлебом и вином, благословил его и принял от него десятую часть всей отнятой у врага добычи. Пребыванием его был город Иерусалим. Его священство признавалось не только Авраамом, но также и теми лицами, из имущества которых ему была дана десятина.

### Новый Завет
Согласно Новому Завету, Мелхиседек пользовался большой известностью (Евр. 7:1). У него не было ни земного отца, ни матери, ни предков, у жизни его нет ни начала, ни конца; уподобляясь Сыну Божию, он остаётся священником навсегда (Евр. 7:3). В православной иконографии используется образ «Великий Архиерей Иисус Христос», как один из вариантов изображения Христа Первосвященника, в основе которого лежит текст: «Клялся Господь и не раскается: Ты священник вовек по чину Мелхиседека» (Пс . 109:4).

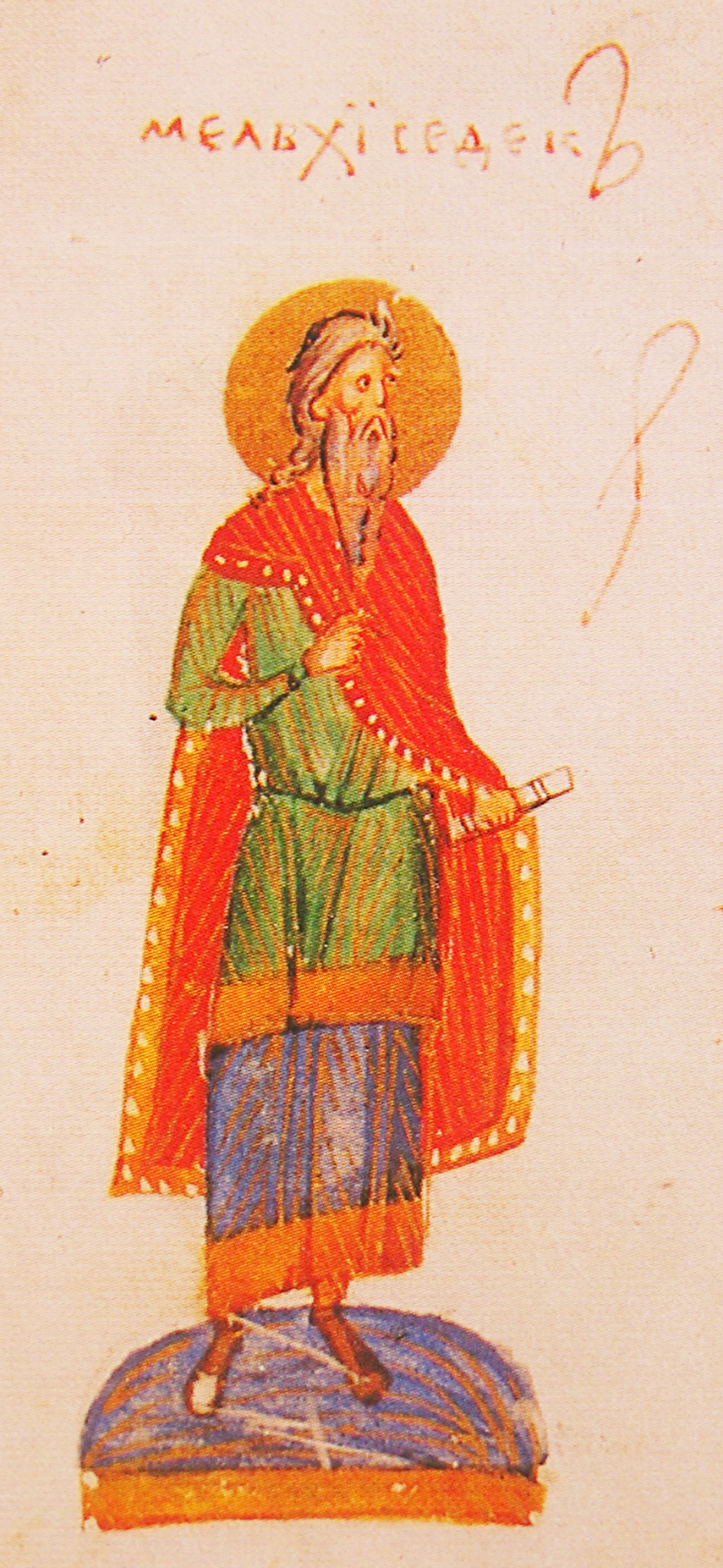
Изображение Мелхиседека в Киевской Псалтири (1397)

## Предания и откровения
Образ Мелхиседека так таинственен, как по отношению к своему лицу, так и к своему служению, что на этот счёт существует множество разнообразных мнений.
По позднейшему еврейскому преданию, это был Сим, который мог жить ещё 150 лет одновременно с Авраамом. По другому преданию, он принадлежит к семейству Хама и Иафета.
Апокрифическая «Вторая книга Еноха» рассказывает о рождении Мелхиседека в могиле умершей жены Нира, брата Ноя, Софонимы. Младенцем Мелхиседека архангел Гавриил отнёс на небеса на 40 дней, пока на земле происходит потоп. Также в манихейской доктрине «Светоносный Младенец» рождается в могиле и его по велению «Высокого» спасает от демонических существ космократор «Посланник, Адамант света».
Некоторые христиане видели в нём ветхозаветное явление Сына Божия, в то время как другие склонны предполагать, что Мелхиседек был простым потомком Адама по естественному происхождению от него, хотя и являлся личностью великой и значительной.

## Отражение в культуре

### Образ Мелхиседека в литературе
Изречению Мельхиседека посвящено последнее стихотворение Константина Батюшкова «Ты знаешь, что изрёк» — единственный стих, написанный поэтом после обострения у него в 1821 году душевной болезни, лишившей его рассудка. Исследователями творчества Батюшкова считается одним из лучших произведений автора.
В книге «Сто лет одиночества» (1967) колумбийского писателя Габриэля Гарсия Маркеса присутствует персонаж по имени Мельхиседек (вернее Мелк`иадес — Melquiades). Это предводитель цыганского табора, время от времени появляющегося в городе Макондо. Образ Мельхиседека, выведенный Маркесом, в целом соответствует как библейскому первоисточнику, так и апокрифическим гностическим текстам. Он обладал уникальными познаниями в области древних наук и культов, прожил несколько сот лет и обладал магическими способностями и практически нечеловеческой мудростью. Маркес, однако, не раскрыл тайну его происхождения.
В романе американского писателя Эдварда Уитмора «Синайский гобелен» (1977; первый роман тетралогии «Иерусалимский квартет») образ одного из центральных персонажей — Хадж Гаруна — мистическим образом переплетается с личностью легендарного царя Салима — Мелхиседека. Хадж Гарун — трёхтысячелетний хранитель Священного Города, его память хранит и сирийское иго, и вавилонский гнёт, и ассирийское вторжение; он принимал участие и в битве против крестоносцев, помнил владычество византийцев и царствование мамлюков. Целые эпохи сменяли друг друга на его глазах. В конце концов он с улыбкой признаётся своему другу: «Я и он (Мелхиседек) — одно и то же».
Упоминается как «царь мира, правящий Салимом и центром Земли» в книге «Пути к раю» шведского автора Петера Корнеля (1987).
В символическом романе Пауло Коэльо «Алхимик» (1988) Мелхиседек встречается на пути главного героя, пастуха Сантьяго, и помогает ему советом, взяв за это десятую часть его стада. Царь Салима представляется бессмертным наставником сомневающихся, который рассказывает притчи.

### Образ в кино
- «Авраам: Хранитель веры» (США, Италия, Великобритания, 1994), режиссёр Джозеф Сарджент — телевизионный фильм о жизни пророка Авраама. В роли Мелхиседека — Паоло Боначелли.